# Émetteur de Sainte-Assise
L'émetteur de Sainte-Assise est un émetteur radio pour les ondes très longues VLF (very low frequency), installé dans le domaine du château de Sainte-Assise, sur les communes de Seine-Port, Cesson et Boissise-la-Bertrand, en Seine-et-Marne. Il s'agit à sa construction en 1920 de l'émetteur le plus puissant au monde. Sa couverture mondiale offre une communication intercontinentale ainsi que transocéanique vers les sous-marins en plongée. Une partie du site est un terrain militaire appartenant à la Marine nationale, une autre devient en 2009 la réserve naturelle régionale des bruyères de Sainte-Assise.
C'est depuis Sainte-Assise qu'est émise la première émission radiophonique française, le 26 novembre 1921.

## Histoire

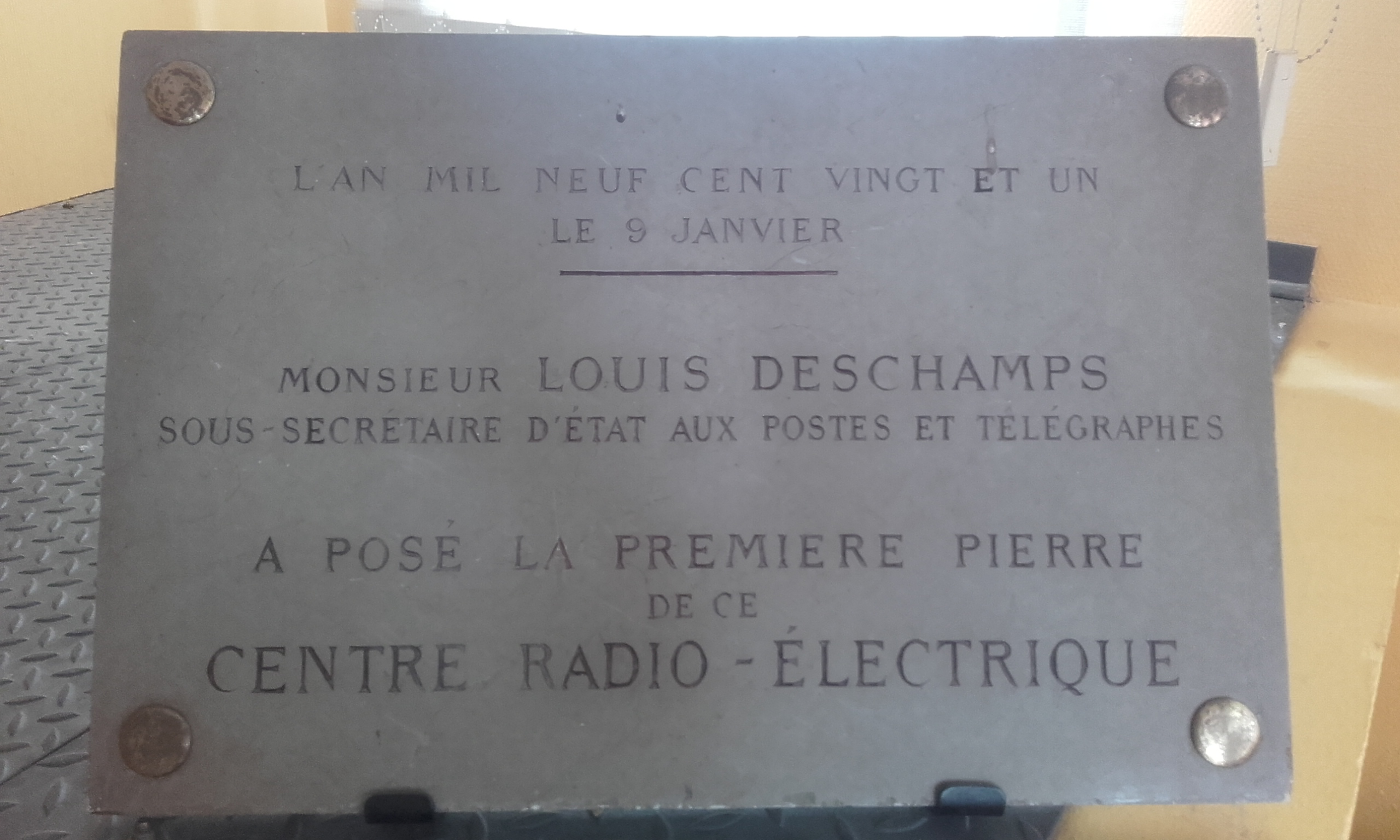
Plaque commémorative de l'inauguration du centre radio-électrique de Sainte-Assise par Louis Deschamps, en 1921.

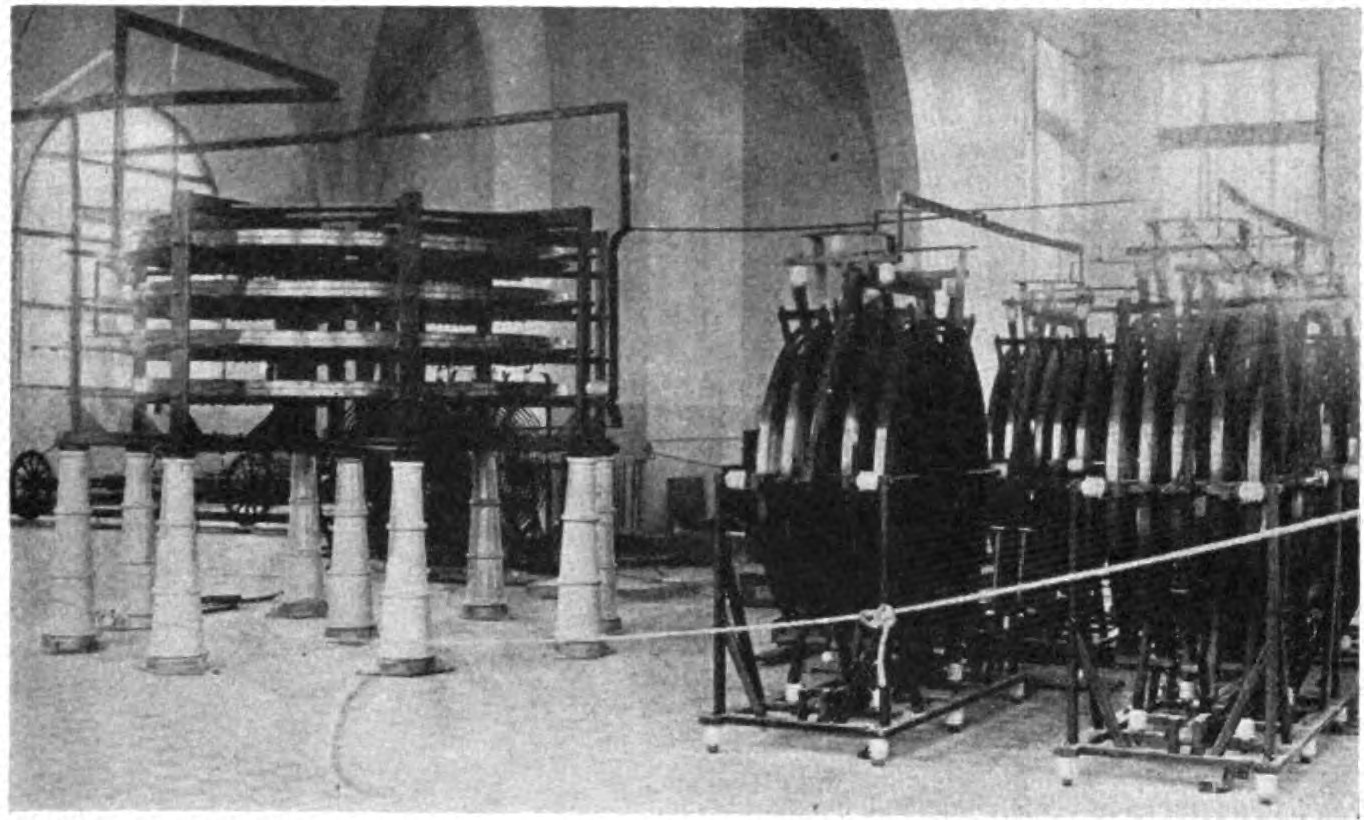
Inductances en spirales utilisés pour l'émetteur en 1922.

En 1921, à son inauguration, l'émetteur appartenait à la Compagnie Radio-France filiale de la Compagnie générale de télégraphie sans fil (CSF). Son antenne était portée par onze pylônes de 250 mètres et cinq mats de 180 mètres. 
En novembre 1921, y fut réalisée, à titre expérimental, la première émission radiophonique française au moyen d'un émetteur grandes ondes de 1 kW. Mademoiselle Yvonne Brothier interpréta La Marseillaise, La Valse de Mireille et un air du Barbier de Séville,. Par la suite, le site a été un centre d'expérimentation pour la télévision, à partir des premiers essais de télévision faits en France à compter de 1936.
En 1940, après la défaite des armées françaises et l'armistice du 22 juin entre l'Allemagne nazie et la France, ce centre fut occupé puis fut exploité par la Marine allemande (Kriegsmarine) afin de  permettre les communications radio-électriques entre Berlin et la flotte sous-marine allemande, placée sous le haut commandement de l'amiral Dönitz. 
Entre 1943 et 1944, le site fait l'objet de divers bombardements pratiqués par les Anglais et la flotte aérienne des États-Unis. Les antennes et les installations techniques n'ont pas subi de dégats majeurs et sont restés en état fonctionnel. À la libération, le centre est à nouveau confié à ses anciens gestionnaires.
Le 1er janvier 1954, comme prévu par la convention d'octobre 1920, les PTT reprirent ces installations.
En 1991, une partie de la station est vendue par France Télécom à la Marine nationale, pour devenir le Centre de transmissions de la marine (CTM) de Sainte-Assise chargé des communications unilatérales avec les sous-marins en plongée.  Inauguré en 1998, le site est devenu un terrain militaire surveillé par la Compagnie Morel de fusiliers-marins,.
En décembre 2000, trois pylônes inutilisés de 180 mètres ont été démontés.
Globecast, filiale d'Orange, est désormais le propriétaire du téléport de Sainte-Assise, situé sur un second site à proximité, qui sert de support à de multiples antennes paraboliques de grandes dimensions (de 4 à 16 mètres de diamètre). Cette station assure l'émission des signaux montant vers les satellites de télécommunication, en particulier les signaux vidéo/audio pour la diffusion directe par satellite de services de télévision et de radio.